# Mihule potoční
Mihule potoční (Lampetra planeri) je v Česku kriticky ohrožený druh mihule z nadtřídy kruhoústí.

## Popis
Dospělci dorůstají délky 12–16 cm, výjimečně až 18 cm. Tělo je protáhlé, hadovité, bez párových ploutví. Má kruhový přísavný ústní otvor bez čelistí, kolem něhož jsou rohovité zoubky, kterými se může přichytit k substrátu. Oči jsou dobře vyvinuté. Hřbetní ploutve jsou dvě, těsně za sebou, ocasní ploutev tvoří lemovité zakončení konce těla. Tělo je šedavé až hnědavé barvy s bledším břichem.

## Výskyt
Mihule potoční je rozšířena v Evropě od Pyrenejského poloostrova až po západní část Ruska, včetně Britských ostrovů a Skandinávie. V České republice se vyskytuje spíše roztroušeně, a to zejména v horských a podhorských oblastech s čistými, proudícími toky – například v povodí Vltavy, Berounky či Odry.
| EVL                                     | Kraj                 | Kód lokality |
| --------------------------------------- | -------------------- | ------------ |
| Bedřichovský potok                      | Jihočeský            | CZ0313092    |
| Bystřina – Lužní potok                  | Karlovarský          | CZ 0413177   |
| České Švýcarsko                         | Ústecký              | CZ0424031    |
| Dědina u Dobrušky                       | Královéhradecký      | CZ0523007    |
| Horní Morava                            | Olomoucký            | CZ0713374    |
| Choustníkovo Hradiště – Kocbeřský potok | Královéhradecký      | CZ0525579327 |
| Losinský potok                          | Středočeský kraj     | CZ0213042    |
| Luční potok                             | Liberecký            | CZ0513254    |
| Metuje a Dřevíč                         | Královéhradecký      | CZ 0523280   |
| Moravice                                | Moravskoslezský      | CZ0813456    |
| Niva Nemanického potoka                 | Plzeňský             | CZ0324026    |
| Obecnický potok                         | Středočeský          | CZ0213817    |
| Octárna                                 | Středočeský          | CZ0213818    |
| Olše                                    | Moravskoslezský      | CZ0813516    |
| Ostružná                                | Plzeňský             | CZ0323824    |
| Radbuza                                 | Plzeňský             | CZ0323165    |
| Smolenská luka                          | Olomoucký            |              |
| Střela                                  | Karlovarský          | CZ0413194    |
| Svitavka                                | Liberecký            | CZ 0513509   |
| Šumava                                  | Jihočeský a Plzeňský | CZ0314024    |
| Tichá Orlice                            | Pardubický           | CZ0533314    |
| Údolí Chrudimky                         | Pardubický           | CZ0533301    |
| Vlašimská Blanice                       | Středočeský          | CZ0213009    |

## Potrava
Larvální stádium mihule potoční, tzv. ammocoetes, se živí řasami, mikroorganismy a jemnými organickými částicemi, které filtruje ze sedimentu nebo přijímá z okolní vody. Larvy tráví většinu času zahrabané v jemném dně pomalu tekoucích částí toků, kde aktivně filtrují potravu.
Dospělci potravu nepřijímají – po metamorfóze žijí z energetických zásob nashromážděných během larválního vývoje. Během krátkého dospělého života (obvykle jen několik měsíců) se zaměřují výhradně na rozmnožování a po vytření hynou.

## Rozmnožování
Rozmnožování mihule potoční probíhá na jaře, obvykle od března do května, kdy se dospělci po dokončení metamorfózy vydávají proti proudu toků na trdliště. Vyhledávají mělčí úseky s písčitým nebo štěrkovitým dnem a čistou, proudící vodou.
Před samotným třením samci pomocí ústního terče a pohybů těla vytvářejí v substrátu mělké hnízdní jamky, do kterých samice kladou jikry. Samice může naklást až několik tisíc jiker, které samec následně oplodní. Po vytření oba rodiče brzy hynou, protože dospělci nepřijímají potravu a žijí pouze krátkou dobu.
Z oplozených jiker se líhnou larvy (ammocoetes), které se ihned zavrtávají do měkkého říčního dna, kde stráví několik let v larválním stadiu, než projdou metamorfózou a celý cyklus se opakuje.

## Ochrana
Lampetra planeri je citlivá na znečištění vody a úpravy toků. V důsledku eutrofizace, regulací řek a ztráty přirozených biotopů došlo v mnoha oblastech k jejímu ústupu. V České republice je chráněna zákonem jako kriticky ohrožený druh a je zařazena mezi zvláště chráněné živočichy. Je také uvedena v příloze II a V směrnice o stanovištích Evropské unie (92/43/EHS).

## Zajímavosti
- Mihule potoční patří mezi bezčelistnatce, což je evolučně velmi starobylá skupina obratlovců – jejich vývojové linie sahají až do doby před více než 500 miliony let.
- Přestože mají jednoduché tělo, jejich životní cyklus je složitý a zahrnuje dlouhou larvální fázi (až 5 let), metamorfózu a krátké, nereprodukčně zaměřené dospělé období.
- Larvální stádium (ammocoetes) připomíná spíše červa než rybu – chybí mu oči a žije zahrabané v bahně, kde filtruje organické částice.
- Mihule potoční bývá často zaměňována s mihulí říční, která je větší a na rozdíl od ní v dospělosti parazituje na rybách. Mihule potoční potravu nepřijímá a nikdy není parazitická.
- V minulosti byly mihule považovány za ryby, i když nejsou pravými rybami – nemají čelisti, párové ploutve ani kostěnou kostru. Dnes tvoří samostatnou skupinu – kruhoústí (Cyclostomata).
- V některých oblastech Evropy byly dříve mihule považovány za půstní pokrm – především větší parazitické druhy (např. mihule mořská) byly loveny a považovány za delikatesu.
- Mihule jsou předmětem biologických výzkumů, zejména kvůli jejich regenerativním schopnostem – některé druhy dokážou částečně regenerovat poškozené nervové tkáně.
- V Česku je mihule potoční přísně chráněna a její výskyt slouží jako důležitý ukazatel ekologické hodnoty vodního toku – vyskytuje se pouze tam, kde je zachováno přirozené dno, proudění a čistota vody.